# Список перших леді Франції

## Списокперших ледіФранції
| Портрет             | Перша леді               | Роки життя          | Портрет             | Чоловік               | Реєстрація шлюбу    | Термін      |
| ------------------- | ------------------------ | ------------------- | ------------------- | --------------------- | ------------------- | ----------- |
| Третя Республіка    | Третя Республіка         | Третя Республіка    | Третя Республіка    | Третя Республіка      | Третя Республіка    | 1870 — 1940 |
|                     | Еліз Тьєр                | 1818–1880           |                     | Адольф Тьєр           | 1833                | 1871–1873   |
|                     | Елізабет де Мак-Магон    | 1834–1900           |                     | Патріс де Мак-Магон   | 1854                | 1873–1879   |
|                     | Коралі Греві             | 1811–1893           |                     | Жуль Греві            | 1848                | 1879–1887   |
|                     | Сесіль Карно             | 1841–1898           |                     | Саді Карно            | 1863                | 1887–1894   |
|                     | Елен Казимир-Пер'є       | 1854–1912           |                     | Жан Казимир-Пер'є     | 1873                | 1894–1895   |
|                     | Берта Фор                | 1842–1920           |                     | Фелікс Фор            | 1865                | 1895–1899   |
|                     | Марія-Луїза Лубе         | 1849–1938           |                     | Еміль Лубе            | 1869                | 1899–1906   |
|                     | Жанна Фальєр             | 1849–1939           |                     | Арман Фальєр          | 1868                | 1906–1913   |
|                     | Анрієтт Пуанкаре         | 1858–1943           |                     | Раймон Пуанкаре       | 1904                | 1913–1920   |
|                     | Жермен Дешанель          | 1876–1959           |                     | Поль Дешанель         | 1901                | 1920–1920   |
|                     | Жанна Мільєран           | 1864–1950           |                     | Александр Мільєран    | 1888                | 1920–1924   |
|                     | Жанна Думерг             | 1874–1952           |                     | Гастон Думерг         | 1931                | 1931        |
|                     | Бланш Думер              | 1856–1949           |                     | Поль Думер            | 1878                | 1931–1932   |
|                     | Маргеріт Лебрен          | 1878–1947           |                     | Альбер Лебрен         | 1901                | 1932–1940   |
| Четверта Республіка | Четверта Республіка      | Четверта Республіка | Четверта Республіка | Четверта Республіка   | Четверта Республіка | 1946 — 1958 |
|                     | Мішелль Оріоль           | 1896–1979           |                     | Венсан Оріоль         | 1912                | 1947–1954   |
|                     | Жермена Коті             | 1886–1955           |                     | Рене Коті             | 1907                | 1954–1955   |
| П'ята Республіка    | П'ята Республіка         | П'ята Республіка    | П'ята Республіка    | П'ята Республіка      | П'ята Республіка    | з 1958      |
|                     | Івонна де Голль          | 1900–1979           |                     | Шарль де Голль        | 1921                | 1959–1969   |
|                     | Клод Помпіду             | 1912–2007           |                     | Жорж Помпіду          | 1935                | 1969–1974   |
|                     | Анн-Еймон Жискар д'Естен | 1933-               |                     | Валері Жискар д'Естен | 1952                | 1974–1981   |
|                     | Даніель Міттеран         | 1924–2011           |                     | Франсуа Міттеран      | 1944                | 1981–1995   |
|                     | Бернадетт Ширак          | 1933-               |                     | Жак Ширак             | 1956                | 1995–2007   |
|                     | Сесілія Саркозі          | 1957-               |                     | Ніколя Саркозі        | 1996                | 2007        |
|                     | Карла Бруні-Саркозі      | 1967-               | 2008                | Ніколя Саркозі        | 2008–2012           |             |
|                     | Валері Трієрвейлер       | 1965-               |                     | Франсуа Олланд        | не зареєстрований   | 2012—2014   |
|                     | вакантно                 |                     |                     | Франсуа Олланд        | 2014—2017           |             |
|                     | Бріджит Макрон           | 1953-               |                     | Еммануель Макрон      | 2007                | 2017–       |